# Julio César de León
Julio César de León Dailey est un footballeur hondurien né le 13 septembre 1979 à Puerto Cortés (Honduras).
Ce milieu offensif, qui évolue depuis neuf ans en Italie, est avant tout connu comme étant un spécialiste des coups de pied arrêtés.

## Carrière
- 1996-2000 : CD Platense  Honduras
- 2000-déc. 2000 : FC Celaya  Mexique
- jan. 2001-2001 : CD Olimpia  Honduras
- 2001-jan. 2007 : Reggina Calcio  Italie
  - jan. 2004-2004 : ACF Fiorentina  Italie (prêt)
  - 2004-déc. 2004 : US Catanzaro  Italie (prêt)
  - jan. 2005-2005 : Sambenedettese  Italie (prêt)
  - 2005-déc. 2005 : US Avellino  Italie (prêt)
  - jan. 2006-2006 : Teramo Calcio  Italie (prêt)
- 2007-2008 : Genoa CFC  Italie
- 2008-2010 : Parme FC  Italie
  - 2009-2010 : Torino FC  Italie (prêt)
- 2010-nov. 2011 : Shandong Luneng Taishan  Chine
- nov. 2011-2012 : CD Motagua  Honduras
- 2012 -jan.2013 : ACR Messine  Italie[1]